# 87-й отдельный танковый батальон
87-й отдельный танковый батальон — формирование (воинская часть, отдельный танковый батальон) автобронетанковых войск РККА СССР в Великой Отечественной войне.

## История
Танковый батальон, вместе со 110-м отдельным танковым батальоном сформирован на базе 25-го танкового полка 163-й моторизованной дивизии 25 августа 1941 года.
В действующей армии с 25 августа 1941 года по 25 сентября 1941 года (в соответствии с Перечнем № 29), реально по 19 октября 1941 года.
25-й танковый полк изъят из состава 163-й моторизованной дивизии 25 августа 1941 года в районе Старой Руссы, переформирован в отдельные танковые батальоны, придаваемые стрелковым частям. Батальон, очевидно ведёт бои в районе Парфино до середины сентября 1941 года. 25 сентября 1941 года, по данным Перечня № 29 был обращён на сформирование сводного полка танкового резерва Северо-Западного фронта, однако в соответствии со Справочником боевого состава советской армии по состоянию на октябрь и ноябрь 1941 года проходит как отдельный батальон под своим номером.
Сводный полк танкового резерва Северо-Западного фронта был расформирован 19 октября 1941 года.

## В составе
| Дата            | Фронт (округ)         | Армия      | Корпус | Дивизия | Примечания                                                 |
| --------------- | --------------------- | ---------- | ------ | ------- | ---------------------------------------------------------- |
| 01.09.1941 года | Северо-Западный фронт | 11-я армия | —      | —       | —                                                          |
| 01.10.1941 года | Северо-Западный фронт | —          | —      | —       | временно в составе сводного полка танкового резерва фронта |
| 01.11.1941 года | Северо-Западный фронт | —          | —      | —       | —                                                          |

## Командиры
- Великанов, майор